# اوک ریجز، انتاریو
اوک ریجز (انگلیسی: Oak Ridges) نام ناحیه‌ای در استان انتاریو است که از سال ۱۹۷۱ میلادی، بخش شمالی از ریچموند هیل محسوب می‌شود و در ۲۰ کیلومتری شمال شهر تورنتو واقع شده‌است. جمعیت این ناحیه در سال ۲۰۱۶ میلادی ۳۸٬۱۴۰ نفر بود.
برپایی این ناحیه مسکونی در راستای خیابان یانگ به سال ۱۷۹۹ میلادی بازمی‌گردد که توسط «ژوزف ژانویو» و عده‌ای از سلطنت‌طلبان فرانسوی و با اهدای زمین‌هایی توسط دولت بریتانیا به آنان جهت ساخت محل سکونت صورت پذیرفت.
نخستین کلینیک متادون استان انتاریو در سال ۱۹۹۵ در اوک ریجز پایه‌گذاری شد که بعدها به شهر نیومارکت منتقل گشت.